# Nancy Huston

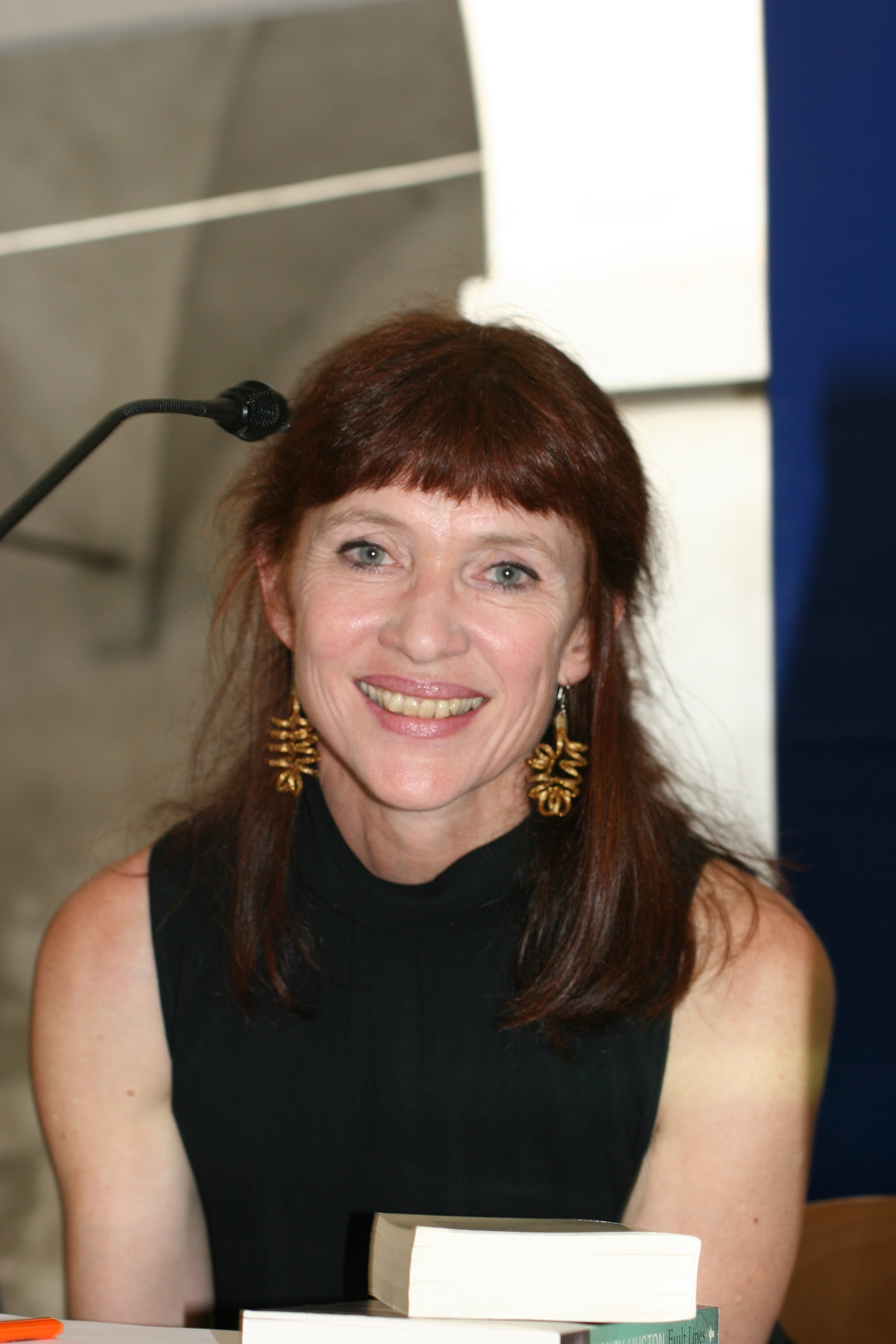
Nancy Huston (2008)

Nancy Louise Huston (* 16. September 1953 in Calgary, Alberta) ist eine kanadisch-französische Schriftstellerin, die ihre Werke in französischer und in englischer Sprache verfasst und sie häufig selbst in die jeweils andere Sprache übersetzt. Sie lebt in Paris.

## Biographie
Huston wurde 1953 in Calgary in der kanadischen Provinz Alberta geboren. Als sie sechs Jahre alt war, verließ die Mutter die Familie. Danach lebte sie mehrere Monate bei ihrer künftigen Stiefmutter in Deutschland, wo sie die Landessprache erlernte. Diese – auch in sprachlicher Hinsicht – traumatischen Ereignisse haben ihre Einstellung zur Muttersprache dauerhaft geprägt. Das Thema der Frau und Mutter, die ihre Familie verlässt und ihren eigenen Weg geht, thematisierte sie später in dem Roman Kontertanz (La virevolte).
Die Familie wohnte anschließend wieder in Calgary, Kanada. Mit fünfzehn Jahren zog Nancy Huston mit ihrem Vater und ihrer Stiefmutter nach Wilton, New Hampshire, USA. In der High School lernte sie Französisch. Sie besuchte das Sarah Lawrence College in Bronxville im Bundesstaat New York. Im Rahmen dieser Ausbildung erhielt sie die Möglichkeit, ein Jahr lang in der Außenstelle des College in Paris zu studieren. Von diesem Auslandsjahr kehrte sie nicht mehr in die USA zurück. Huston studierte an der École des Hautes Études en Sciences Sociales, u. a. Linguistik und Semiotik bei Roland Barthes; das Studium schloss sie mit dem Master ab. Sie schrieb ihre Magisterarbeit, die von Roland Barthes betreut wurde, über das Thema Schimpfwörter, veröffentlicht 1980 unter dem Titel Dire et interdire, éléments de jurologie.
Bis zu dessen Tod 2017 lebte Nancy Huston mit ihrem Ehemann Tzvetan Todorov in Paris. Sie haben zwei Kinder.

## Karriere als Schriftstellerin
Die Tatsache, dass sie des Französischen zwar mächtig war, diese Sprache jedoch nicht ihre Muttersprache ist, half ihr, ihre eigene literarische Stimme zu entwickeln. Seit 1980 hat Huston mehr als zwanzig Bücher veröffentlicht, Romane, Essays und Kinder- und Jugendbücher, letztere zum Teil zusammen mit ihrer Tochter Léa. Von ihren Romanen sind lediglich Histoire d'Omaya (1985) und Trois fois septembre (1989) nicht auch auf Englisch erschienen.
Für ihren ersten Roman Les variations Goldberg (1981) erhielt sie den Prix Contrepoint, der Roman kam zudem in die engere Auswahl für den Prix Femina. Ihre Übersetzung des Romans ins Englische erschien unter dem Titel The Goldberg Variations (1996).
Die nächste Auszeichnung von größerer Bedeutung war der kanadische Governor General’s Award for Fiction für französische Literatur, den sie für Cantiques des Plaines erhielt. Die Verleihung dieses Preises an Huston führte zu Kontroversen in der Literaturszene in Québec. Einige Kritiker meinten, die Autorin sei keine Franko-Kanadierin. Außerdem sei der Roman offensichtlich zuerst auf Englisch geschrieben worden, und die englische Version sei für dieselbe Auszeichnung, die es auch für englischsprachige Belletristik gibt, nicht in die engere Wahl gezogen worden. Diese Kritik geht am Wesen von Hustons Zweisprachigkeit vorbei; beide Sprachen sind für sie "Muttersprachen", unabhängig davon, welche Version sie zuerst publiziert.
Der nächste Roman La virevolte (1994) wurde mit dem Prix "L" und dem Prix Louis-Hémon ausgezeichnet. Er erschien 1996 auf Englisch unter dem Titel Slow Emergencies.
Hustons Roman Instruments des ténèbres, in Frankreich 1996 erschienen (Instrumente der Finsternis 1998), war bisher ihr erfolgreichster. Er kam auf die Shortlist für den Prix Femina und für den Governor General's Award und wurde mit dem Prix Goncourt des lycéens ausgezeichnet. Wie in anderen ihrer Romane spielt auch in diesem das Spannungsfeld "berufstätige Frau und Mutter" eine wichtige Rolle. Von der deutschen Kritik wurde der Roman als "Porträt einer Schriftstellerin der 68er-Generation" bezeichnet.
1988 wurde sie für den Governor General's Award für den Roman L'Empreinte de l'ange nominiert. Im nächsten Jahr wurde sie wiederum für diesen Preis nominiert und zwar für die Übersetzung des Romans ins Englische unter dem Titel The Mark of the Angel.
Im Jahr 1999 trat Huston im Film Emporte-moi auf, an dessen Drehbuch sie mitgewirkt hatte.
Ihre Werke sind in zahlreiche Sprachen übersetzt worden.
Im Jahr 2005 wurde sie als Officer of the Order of Canada geehrt. 2006 erhielt sie den Prix Femina für den Roman Lignes de faille. Der Verlag Atlantic Books hat die englische Fassung unter dem Titel Fault Lines herausgebracht; die englische Version kam 2008 in die engere Wahl für den Orange Prize.
Im Jahr 2007 erhielt sie die Ehrendoktorwürde der Universität Lüttich; die gleiche Würdigung wurde ihr 2010 durch die Universität Ottawa ausgesprochen.

## Ausgewählte Werke

### Romane
- Les variations Goldberg, Actes Sud, Arles 1994, ISBN 2-7427-0182-6 (zuerst 1981)
  - engl.: The Goldberg Variations, übersetzt und bearb. von N. H.- Nuage, Montréal 1996, ISBN 0-921833-35-0
- Histoire d'Omaya Seuil, Paris 1985, ISBN 2-02-008704-9
  - engl.: The Story of Omaya, übers. N. H., 1987
- Trois fois septembre Seuil, Paris 1989, ISBN 2-02-010552-7
- Cantique des plaines Actes Sud, Arles 1993, ISBN 2-7427-0490-6
  - engl.: Plainsong. Übers. N. H., Harper Collins, Toronto 1993, ISBN 0-00-224257-5[4]
- La virevolte, ebd. 1994, ISBN 2-7427-0694-1
  - engl.: Slow Emergencies, übers. N. H., Little Brown, Boston 1996, ISBN 0-316-38009-1
  - Übers. Urs Richle: Kontertanz. Bruckner & Thünker, Köln 1996, ISBN 3-905208-23-7 und TB
- Instruments des ténèbres, Actes Sud, Arles 1996, ISBN 2-7427-0871-5[5]
  - engl.: Instruments of Darkness, Übers. N. H., McArthur, Toronto 1997, ISBN 1-55278-040-6
  - Übers. Michael von Killisch-Horn: Instrumente der Finsternis. Lübbe, Bergisch Gladbach 1999, ISBN 3-404-92039-2
- L'empreinte de l'ange. Actes Sud, Arles 1998, ISBN 2-290-31202-9
  - engl.: The Mark of the Angel. Übers. N. H., Vintage, London 1999, ISBN 0-375-70921-5[6]
  - Übers. Michael von Killisch-Horn: Engelsmal. Luchterhand, München 2000, ISBN 3-404-92106-2 und TB
- Prodige: polyphonie Lemeac, Montréal 1999, ISBN 2-7028-3734-4.[7]
  - engl.: Prodigy: A novella, Übers. N. H., McArthur, Toronto 2000, ISBN 1-55278-154-2
- Dolce agonia, Actes Sud, Paris 2001, ISBN 2-7427-3167-9
  - engl.: Dolce agonia: a Novel; Übers. N. H., Chatto & Windus, London 2002, ISBN 0-7011-7323-8
- Une adoration, Babel, Paris 2004, ISBN 2-7427-5154-8
  - engl.: An Adoration, Übers. N. H., McArthur, Toronto 2004, ISBN 1-55278-455-X
- Lignes de faille Actes Sud, Paris 2006, ISBN 2-7427-6259-0, nominiert für den Rogers Writers’ Trust Fiction Prize
  - engl.: Fault Lines McArthur, Toronto 2007, ISBN 1-55278-664-1
  - Übers. Uli Aumüller, Claudia Steinitz: Ein winziger Makel. Roman. Rowohlt, Reinbek 2008, ISBN 3-498-02992-4; TB 2009
- Infrarouge, Actes Sud, Arles 2010, ISBN 978-2-7427-9107-1
  - Übers. Claudia Steinitz: Infrarot. Rowohlt, Reinbek 2012, ISBN 978-3-498-03014-8
- Le club des miracles relatifs. Actes Sud, Arles und Leméac, Montreal 2016

### Theaterstück
- Jocaste reine, Actes Sud, Arles 2009, ISBN 978-2-7427-8598-8.

### Essays
- Jouer au papa et à l'amant. De l'amour des petites filles. Coll. Le Bariolé, Ramsay, Paris 1979, ISBN 2-85956-103-X
- Dire et interdire. Éléments de jurologie. 1980
- Mosaïque de la pornographie. Marie-Thérèse et les autres. Denoël/Gonthier, Paris 1982, sowie Ramsay, Coll. Le Bariolé, Paris 1979, ISBN 2-85956-103-X
- The Matrix of War. Mother and Heroes. in Susan Rubin Suleiman Hg.: The female body in western culture. Contemporary Perspectives. Harvard UP, Cambridge MA 1986, ISBN 0-674-29871-3, S. 119–136
- Journal de la création. Seuil, Paris 1990, ISBN 2-02-010933-6
- Tombeau de Romain Gary. Actes Sud, Arles 1995, ISBN 2-7427-0313-6; Neuauflagen, zuletzt Coll. Babel 2010, ISBN 978-2-7427-3790-1. Siehe auch Weblinks
- Romain Gary. A foreign body in french literature. in "Poetics today", Porter Institute for Poetics and Semiotics. Duke UP, No. 17, 4. Winter 1996
  - Reprint in Susan Rubin Suleiman Hg.: Exile and creativity. Signposts, travelers, outsiders, backward glances. ebd. 1998, ISBN 0-8223-2215-3, S. 281–304

- in Deutsch: R. G. Ein Fremdkörper in der französischen Literatur. in "Masken, Metamorphosen." Rowohlt Literaturmagazin 45, Reinbek 2000, ISBN 3-498-03908-3 ISSN 0934-6503 S. 113 – 133

- Désirs et réalités. Textes choisis 1978-1994. Leméac, Montreal 1995, ISBN 2-7609-9436-8 & Actes Sud, Arles ISBN 2-7427-3409-0
- Nord perdu, suivi de "Douze France". ebd. 1999, ISBN 2-7427-2494-X & Actes Sud, Arles 2004, ISBN 2-7427-4925-X
  - engl. Ausgabe: Losing north. Musings on land, tongue and self. Essays on Cultural Exile  Übers. N. H. - McArthur, Toronto 2002, ISBN 1-55278-315-4
- Âmes et corps. Textes choisis 1981-2003 Coll. Babel, Actes Sud, Arles 2004, ISBN 2-7427-5188-2
- Professeurs de désespoir. ebd. 2004, ISBN 2-7427-5190-4 (Auseinandersetzung mit Houellebecq, Cioran, Kundera u. a.)
- L'Espece fabulatrice, ebd. 2008, ISBN 2-7427-7540-4

### Briefwechsel
- Lettres parisiennes : autopsie de l'exil, mit Leïla Sebbar, Éditions B. Barrault, Paris 1986, ISBN 2-290-05394-5